# Burton and Lulu Wheeler Cabin
La Burton and Lulu Wheeler Cabin est une cabane dans le comté de Flathead, dans le Montana, aux États-Unis. Située sur les bords du lac McDonald, au sein du parc national de Glacier, cette cabane en rondins a été construite dans le style rustique du National Park Service en 1941-1942. Inscrite au Registre national des lieux historiques le 27 novembre 1998, elle est une propriété contributrice au district historique dit Wheeler Camp depuis la création de ce dernier le 24 octobre 2008.